# Ángel Gómez «Litu»
Ángel Gómez Gómez (Ucieda, Cantabria, 13 de mayo de 1981), apodado Litu, es un exciclista profesional español.
Debutó como profesional en el año 2004 con el equipo Saunier Duval-Prodir.
En mayo de 2011, ya abandonado el profesionalismo, logró la victoria en Los 10 000 del Soplao.
Actualmente trabaja como mecánico en el equipo Trek Factory Racing de categoría UCI.[cita requerida]

## Palmarés
No consiguió victorias como profesional.

## Resultados en Grandes Vueltas
| Carrera | Carrera         | 2004 | 2005 | 2006  | 2007 | 2008 | 2009 |
| ------- | --------------- | ---- | ---- | ----- | ---- | ---- | ---- |
|         | Giro de Italia  | —    | 79.º | 108.º | 80.º | —    | 80.º |
|         | Tour de Francia | —    | —    | —     | —    | Ab.  | —    |
|         | Vuelta a España | —    | 69.º | Ab.   | 61.º | —    | —    |

—: no participa
Ab.: abandono

## Equipos
- Saunier Duval/Scott/Fuji-Servetto (2004-2009)
  - Saunier Duval-Prodir (2004-2007)
  - Saunier Duval-Scott (2008)
  - Scott-American Beef (2008)
  - Fuji-Servetto (2009)